# Palazzo Riggio
Il Palazzo Riggio è un palazzo nobiliare barocco situato nel centro di Aci Catena. È adiacente al Santuario di Maria Santissima della Catena.
Il palazzo fu commissionato negli anni '70 del XVII secolo da Stefano Riggio, principe di Campofranco e Campoflorido, inviato a Catania come viceré dopo l'eruzione dell'Etna del 1669. Stabilitosi in provincia, acquistò questo luogo e le località di Aci Sant'Antonio e Aci San Filippo per 36.500 scudi. I terreni appartenevano in precedenza alla famiglia Diana.
Il palazzo è noto per il suo portale scolpito e la cappella privata. La sua costruzione contribuì allo sviluppo del borgo di Aci Catena, che vide una significativa crescita in quel periodo.